# Duncan Dokiwari
Duncan Dalnajeneso Danagogo Dokiwari (Port Harcourt, 15 ottobre 1973) è un pugile nigeriano.

## Palmarès
- Giochi olimpici

Atlanta 1996: bronzo nei pesi supermassimi.
- Giochi panafricani

Harare 1995: oro nei pesi supermassimi.
- Giochi del Commonwealth

Victoria 1994: oro nei pesi supermassimi.